# Loch Striven

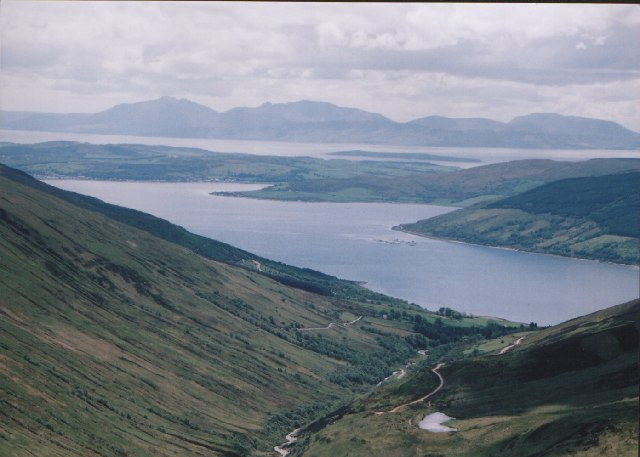
Einfahrt in den Loch. Halbrechts ist Strone Point zu sehen, dahinter halblinks Kames Bay.

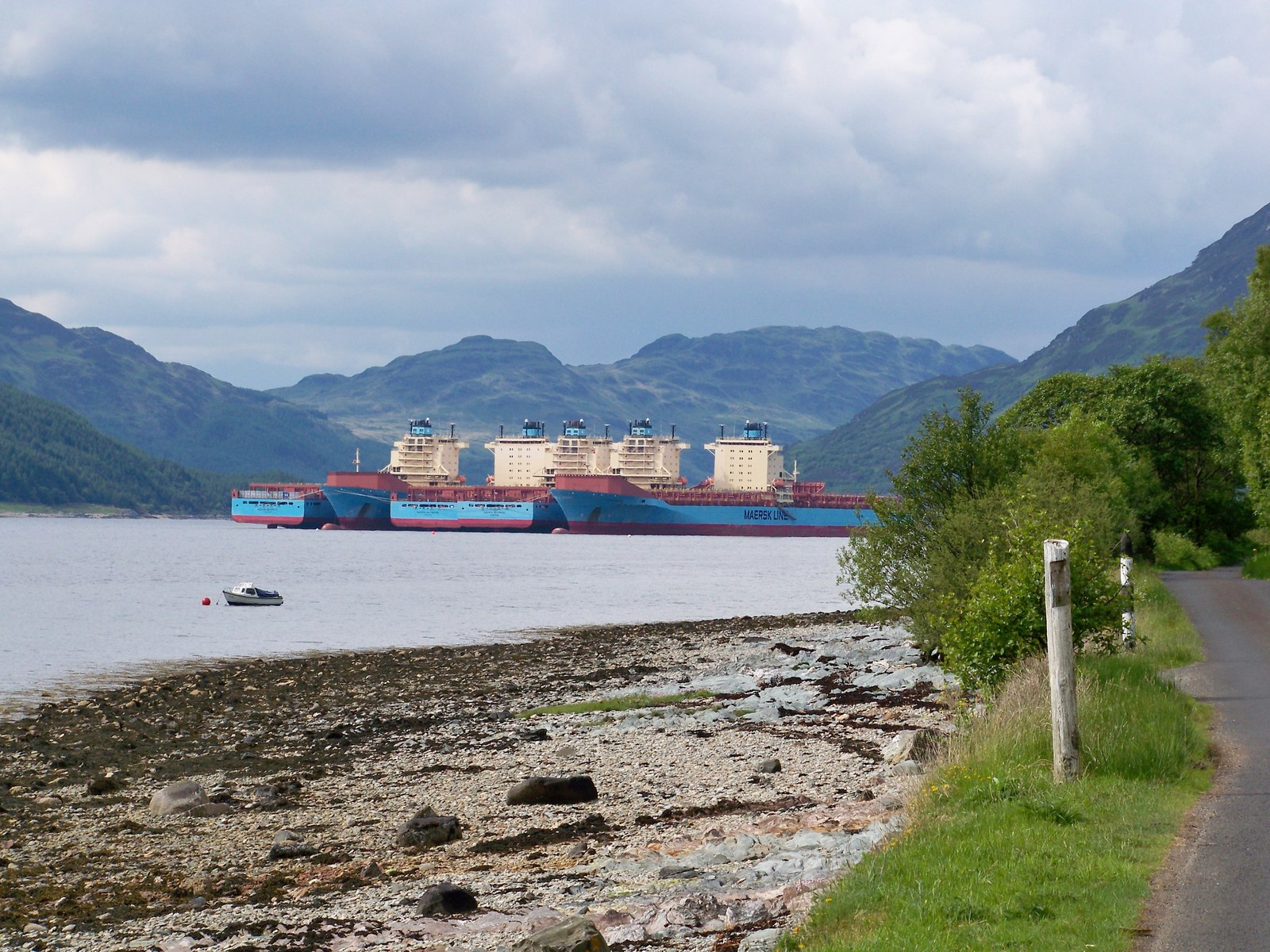
In Loch Striven liegende Frachtschiffe

Loch Striven ist ein Meeresarm in der schottischen Council Area Argyll and Bute. Zusammen mit Loch Riddon ist er einer der beiden Lochs, die von Süden kommend in die Halbinsel Cowal einschneiden.

## Geographie
Loch Striven ist eine Nebenbucht der Meerenge Kyles of Bute, welche die Insel Bute von Cowal trennt. Die Einfahrt ist durch die beiden Kaps Strone Point und Ardyne Point begrenzt. Von dort aus erstreckt sich Loch Striven über 13 km in nordnordwestlicher Richtung. Im Norden endet er nahe Craigendive. Er verläuft durch die dünnbesiedelten Landschaft Cowals, sodass sich an seinen Ufern keine größeren Ortschaften, sondern nur wenige kleine Siedlungen befinden. Es existieren jedoch verschiedene Belege für eine Besiedlung der Ufer von Loch Striven in früheren Zeiten. So wurden dort Steine mit Cup-and-Ring-Markierungen sowie Menhire gefunden. In seinem Verlauf nimmt Loch Striven zahlreiche kleine Bäche aus den umliegenden Hügeln auf. Im Norden fließen zwei Abflüsse des Stausees Loch Tarsan zu, von denen einer ein Wasserkraftwerk betreibt.

## Nutzung
Während des Zweiten Weltkriegs wurde Loch Striven als Übungsgelände zum Abwurf von Rollbomben genutzt. Nach den erfolgreichen Einsätzen der No. 617 Squadron wurden auch die Vorbereitungen zur Versenkung der in einem norwegischen Fjord vor Anker liegenden Tirpitz dort durchgeführt. Im Jahre 2010 wurde eine umfangreiche Suche zur Aufspürung noch am Seeboden liegender Blindgänger aus dieser Zeit vorgenommen.
Die tiefen Wasser von Loch Striven ermöglichen das Befahren mit Hochseeschiffen. Zu Zeiten der Ölkrise lagen dort verschiedene Frachtschiffe vor Anker, um sie bis zur Besserung der wirtschaftlichen Lage aus dem Betrieb zu nehmen. Diese Maßnahme ersparte den Reedereien die Entrichtung hoher Gebühren, die durch Liegezeiten in Häfen angefallen wären. So lagen zwei nicht mehr benötigte Gastanker 20 Jahre lang in Loch Striven. Die dänische Reederei Mærsk Line griff die Erfahrungen aus der Ölkrise auf und legte im Jahre 2009 vier ihrer Containerschiffe bis zur Besserung der Wirtschaftslage in dem Loch vor Anker.
Nahe Ardyne Point befanden sich einst Anlagen zur Konstruktion von Ölbohrinseln. Die Unternehmung war jedoch nur von geringem Erfolg gekrönt und wurde bald wieder eingestellt. Ein wenig nördlich befindet sich ein Öl- und Schmierstofflager der NATO; zur Anlage gehören unterirdische Lagertanks mit den zur Betankung von Schiffen benötigten Einrichtungen.